# Asbury Park
Asbury Park è un comune degli Stati Uniti d'America, nella contea di Monmouth, nello Stato del New Jersey.
È conosciuta in particolare perché il cantautore statunitense Bruce Springsteen vi trascorse un periodo rilevante della sua carriera iniziale. E qua sono nati il musicista e suo collaboratore David Sancious e la conduttrice televisiva Wendy Williams